# Ahlumia
Ahlumia es un género de foraminífero bentónico de estatus incierto, pero relacionado con Coryphostoma de la familia Fursenkoinidae, de la superfamilia Fursenkoinoidea, del suborden Buliminina y del orden Buliminida. Su especie tipo es Ahlumia brunsvicensis Su rango cronoestratigráfico abarca el Aptiense inferior (Cretácico inferior).

## Discusión
Clasificaciones previas incluían Ahlumia en el suborden Rotaliina del orden Rotaliida.

## Clasificación
Ahlumia incluye a la siguiente especie:
- Ahlumia brunsvicensis †